# Paris Marathon
Marathon de Paris er et årligt tilbagevendende maratonløb, der foregår i Paris i april måned.